# Карай-Бітіклігі
Карай-Бітіклігі (караїмська бібліотека) — найперша і єдина національна бібліотека караїмів України, відкрита в 1916 році в Євпаторії. Перепрофільована в караїмський національний бібліотечний музей та пізніше закрита радянською владою. За часів України відроджена 26 березня 2011 року.
Фонд бібліотеки складали книги, рукописи, картини, гравюри, шеттари (шлюбні договори) і предмети домашнього вжитку караїмів.

## Історія бібліотеки

### Основні зібрання бібліотеки
Бібліотечний фонд, створений жертводавцями, складався із ними ж зібраними: книгами, рукописами
картинами, гравюрами, шеттарами (шлюбні договори) і предметами побуту та обрядовості караїмів.

### Відродження бібліотеки
Лише за становлення української держави, караїми змогли відродити свою національну реліквію — Карай-Бітіклігі. Як і їх попередники, вони сподіваються на своїх соплемінників, які жертвують свої книжки та раритети до своєї національної бібліотеки.
На жаль, російська влада не повернула жодної книжки (з тих що зберігаються в їх архівах), ба більше, частина колекції була розкрадена (працівниками архівів, урядовцями).

## Розташування
Карай-Бітіклігі знаходилася в Євпаторії, в районі, що має назву «Малий Єрусалим» (недалеко від воріт фортеці Гезлева). В одноповерховій невеличкій споруді на вулиці Єфета 13, що навпроти Караїмської кенаси караїми-сподвижники заклали свій культурний кунтр (яким на ті часи була бібліотека).